# خلية شبيهة المعوية أليفة الكروم

هستامين

خلية شبيهة المعوية أليفة الكروم (بالإنجليزية: Enterochromaffin-like cell)‏ وتُدعى اختصاراً ECL cell، هي نوع من أنواع الخلايا العصبية الصَماء المُتواجدة في الغدد المعدية الموجودة في مخاط المعدة أَسفل النسيج الطلائي، حيث تتواجد بشكل خاص في المناطق المُجاورة للخلاياالجدارية، وتُساعد هذه الخلايا في إنتاج العصارة الهضمية عن طريق إفرازها للهستامين، وتعتبر هذه الخلايا أيضاً من أنواع الخلايا الصماوية المعوية.

## الوظيفة
تعمل الخلية شبيهة المعوية أليفة الكروم على تصنيع وإفراز الهستامين، حيثُ يتم تحفيز هذه الخلايا عن طريق هرمون الغاسترين (لا يظهر في المُخطط المُجاور) وَهُرمون الببتيد المنشط لمحلقة الأدينيلات النخامية. يتم تحفيز خلايا G عن طريق العصب المُبهم، ويتم ذلك بواسطة الناقل العصبي الببتيد المطلق للغاسترين، وبالتالي يتم تُحفيز خلايا G لتفوم بإفراز هرمون الغاسترين، والذي يعمل على تحفيز الخلايا شبيهة المعوية أليفة الكروم لإطلاق الهستامين، ومن الجدير مُلاحظته أنَّ هذه العملية لا تُنشط بواسطة الأستيل كولين، وهذه المعلومة مُهمة لأنَّ إعطاء دواء الأتروبين لَن يُوقف تحفيز خلايا G، وذلك لأنها تعتمد على ناقل عصبي آخر غير الأستيل كولين.
بالرغم من ذلك، فإنهُ من الممكن تنشيط الخلايا شبيهة المعوية أليفة الكروم مُباشرةً بواسطة الأستيل كولين -حيثُ يعمل على مستقبلات الموسكارين 1-، ويعتمد الأمر على التعصيب المُباشر للخلايا بواسطة العصب المُبهم، مما يُؤدي إلى إطلاق الهستامين، وبالتالي فإنَّ هذا المَسار يمكن تثبيطه بواسطة الأتروبين.
يتم نَقل الغاسترين من أحد الأنواع الخاصة لخلايا G إلى الخلايا شبيهة المعوية أليفة الكروم بواسطة الدم، كما يُعتبر عمل الغاسترين والهستامين التآزري من أهم مُحفزات إفراز حمض الهيدروكلوريك من الخلايا الجِدارية، كما تُعتبر من المُحفزات المُهمة لإنتاج مولد الببسين من الخلايا الرئيسية، ويُعتبر السوماتوستاتين (عامل مثبط لإطلاق هرمون النمو) من أهم مُثبطات الخلايا شبيهة المعوية أليفة الكروم.
تُنتج الخلايا شبيهة المعوية أليفة الكروم أيضاً كروموغرانين A، كما تُنتج في بعض الأحيان هرمونات ببتيدية وَعوامل نمو.

## علم الأمراض
يؤدي تحفيز هذه الخلايا لفترات طويلة إلى حدوث فرط في التنسُج، والذي قد يؤدي إلى حدوث ورم غاستريني، والذي يحصل نتيجة إفراز كميات كبيرة من الغاسترين، ويُعتبر هذا الأمر أيضاً من عوامل حُدوث متلازمة زولينجر إيليسون.

## التسمية
تمت تَسمية هذه الخلايا بهذا الاسم نتيجةً لموقعها في الجهاز الهَضمي، وبسبب ظُهورها بنمط نسيجي مُشابه للخلايا أليفة الكروم عند صَبغها، حيثُ تتميز هذه الخلايا بامتصاصها للملون الفضة.